# 十月區 (羅斯托夫州)

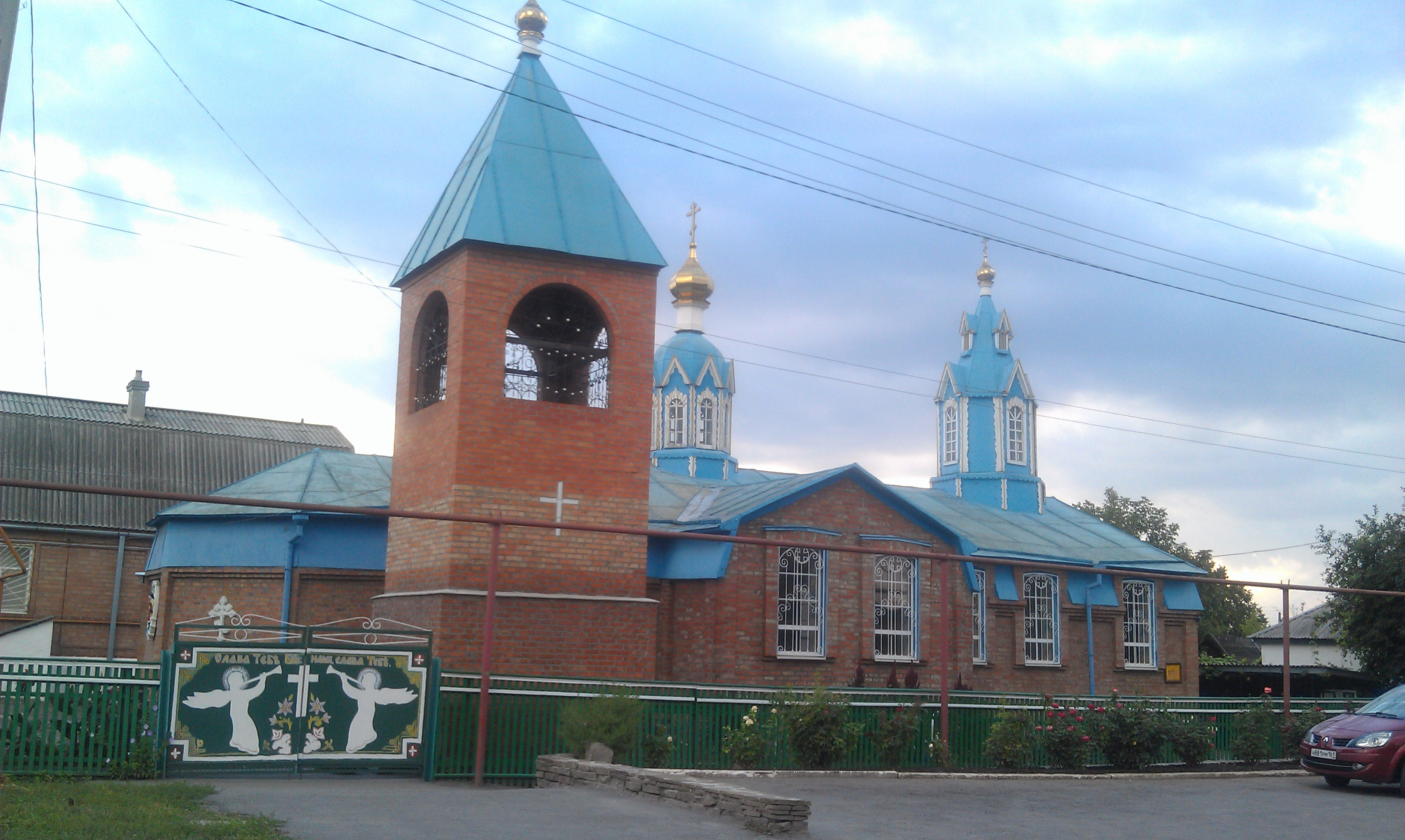

47°40′07″N 40°12′49″E / 47.66861°N 40.21361°E
十月區（俄语：Октябрьский район），是俄羅斯的一個區，位於該國西南部，由羅斯托夫州負責管轄，面積1,998.7平方公里，2010年人口73,224，人口密度每平方公里36.64人。